# Nedjemibre
Nedjemibre is een koning van de 13e dynastie uit de Egyptische oudheid. Zijn naam betekent "Het hart van Re is gunstig gestemd"

## Biografie
Deze regent of koning is bekend van de Turijnse koningslijst. Van hem zijn ook twee scarabeeën uit Memphis en uit Klein-Azië bekend.